# Carl Ellsworth
Carl Ellsworth, född 28 september 1972 i Louisville i Kentucky, är en amerikansk manusförfattare. Han är känd för att ha skrivit manuset till skräck- och thrillerfilmerna Red Eye, Disturbia och The Last House on the Left.

## Filmografi (i urval)

### TV-serier
- 1997 – Buffy och vampyrerna (TV-serie)
- 1998 – Mortal Kombat: Conquest (TV-serie)
- 2000 – Godzilla: The Series (TV-serie)
- 2000 – Xena – Krigarprinsessan (TV-serie)
- 2000–2001 – Cleopatra 2525 (TV-serie)
- 2001 – Legenden om Tarzan (TV-serie)
- 2009–2010 – Star Wars: The Clone Wars (TV-serie)

### Filmer
- 2005 – Red Eye
- 2007 – Disturbia
- 2009 – The Last House on the Left
- 2012 – Red Dawn
- 2020 – Unhinged